# Adriana Paz
Adriana Paz (ur. 13 stycznia 1980 w mieście Meksyk) – meksykańska aktorka filmowa i telewizyjna, pracująca najczęściej w Hiszpanii. Trzykrotna zdobywczyni meksykańskiej nagrody Ariel, za role w filmach: Wieczny smutek (2014), Hilda (2014) i La caridad (2016). Wystąpiła również w takich filmach, jak m.in. Spectre (2015) czy Autor (2017).
Adriana Paz dostała za rolę w Emilia Pérez (2024) Jacques'a Audiarda nagrodę dla najlepszej aktorki na 77. MFF w Cannes, stając się pierwszą laureatką tego prestiżowego wyróżnienia pochodzącą z Meksyku. Wraz z Paz nagrodę przyznano również jej trzem koleżankom z planu filmowego: Karli Sofii Gascón, Selenie Gomez i Zoe Saldañie.